# Sylvain Itté
Sylvain Itté (né le 20 mars 1959) est un diplomate français et ancien ambassadeur de France au Niger.

## Biographie

### Enfance, formation et débuts
Sylvain Itté est né le 20 mars 1959 au Mali. Il grandit dans plusieurs pays africains jusqu'à l'âge de six ans. Il vit ensuite dans plusieurs pays européens jusqu'à s'installer en France, où il obtient une maîtrise en droit public de l'Institut régional d'administration de Lille.

### Carrière

#### Fonctionnaire international
En 1985, Sylvain Itté sert dans les forces armées françaises et est stationné à Berlin. Il travaille ensuite au ministère des Affaires étrangères à Paris en tant que chef de bureau, à partir de 1988. De 1991 à 1993, il travaille comme conseiller technique au cabinet du ministère de la Défense, puis comme consul général adjoint à São Paulo, au Brésil. De retour au ministère des Affaires étrangères, Sylvain Itté occupe le poste de chef de département,. De 1998 à 2000, il dirige le département du ministère de la Coopération et de la Francophonie. Il travaille ensuite comme consul général à Madrid, en Espagne, puis comme conseiller à l'ambassade de France au Cameroun. De 2006 à 2009, Sylvain Itté est directeur général du département français de la Coopération Internationale. De 2009 à 2012, il retourne à São Paulo comme consul général. De 2012 à 2013, il est directeur de cabinet du ministre adjoint chargé des Français de l'étranger.

#### Ambassadeur
Sylvain Itté est nommé ambassadeur de France en Uruguay, occupant ce poste de septembre 2013 à juillet 2016. Il est ambassadeur de France en Angola, de septembre 2016 à octobre 2020.
Sylvain Itté est ensuite nommé ambassadeur au Niger en octobre 2022,. Alors qu'il est ambassadeur au Niger, un coup d'État a eu lieu dans le pays, le Conseil national pour la sauvegarde de la patrie prenant le contrôle du gouvernement. Le 25 août 2023, en pleine crise internationale qui s'ensuit, le Conseil national lui ordonne de quitter le pays dans les 48 heures,. Le président français Emmanuel Macron annonce qu'il maintient Sylvain Itté à son poste malgré l'ultimatum concernant son départ. L'immunité diplomatique et le visa de Sylvain Itté, ainsi que ceux de sa famille, sont révoqués le 31 août et la police nigérienne reçoit l'ordre de l'expulser du pays, même si cela n'a pas eu lieu. Le 15 septembre, Emmanuel Macron accuse la junte nigérienne de prendre en otage Sylvain Itté et son personnel en bloquant les livraisons de nourriture à l'ambassade, l'ambassadeur vivant apparemment de rations militaires. Le 24 septembre, le gouvernement français annonce que Sylvain Itté et d'autres membres du personnel diplomatique au Niger allaient être rappelés en France. En janvier 2024, la parution d'un récit de Sylvain Itté est repoussée car le ministère français des Affaires étrangères s'oppose à sa publication.
Le 5 juillet 2024, il est nommé par décret du Président de La République,  ambassadeur de France auprès de la République de Colombie, à compter du 15 août 2024.